# Echetus typicus
Echetus typicus är en kräftdjursart som beskrevs av Henrik Nikolai Krøyer 1863. Echetus typicus ingår i släktet Echetus och familjen Caligidae. Inga underarter finns listade i Catalogue of Life.